# Bonannia
Bonannia es género monotípico de plantas pertenecientes a la familia Apiaceae. Su única especie Bonannia graeca es endémica del Sur de Europa.

## Taxonomía
Bonannia graeca fue descrita por (L.) Halácsy y publicado en Conspectus Florae Graecae 1: 641. 1901.
Sinonimia
- Bonannia nudicaulis (Spreng.) Rickett & Stafleu
- Bonannia resinifera Guss.
- Bonannia resinosa Strobl
- Cicuta graeca Crantz
- Cicuta resinifera (Guss.) M.Hiroe
- Ferula nudicaulis Spreng.
- Foeniculum graecum (L.) Calest.
- Sium graecum L.[2]